# Wilbur Little
Wilbur Little (* 5. März 1928 in Parmele, North Carolina; † 4. Mai 1987 in Amsterdam) war ein US-amerikanischer Jazz-Bassist.
Wilbur Little war ursprünglich Pianist, wechselte aber nach seinem Militärdienst zum Kontrabass. 1949 zog er nach Washington, D.C., wo er u. a. bei Sir Charles Thompson spielte und ein eigenes Trio leitete, mit dem er gastierende Musiker wie Miles Davis, Kenny Dorham oder John Coltrane begleitete. Von 1955 bis 1958 gehörte er dem Trio von J. J. Johnson an, spielte daneben im Trio des Pianisten Tommy Flanagan. Als freischaffender Musiker arbeitete er auch mit Sonny Stitt, Shirley Horn, Nina Simone und Roland Kirk; Little wirkte auch an Aufnahmen von Bobby Jaspar mit George Wallington und Idrees Sulieman (1958) sowie von Randy Weston (Live at the Five Spot, 1959) mit.
Von 1967 bis 1970 spielte er in der Band von Elvin Jones zunächst mit Joe Farrell und Billy Greene (Revival: Live at Pookie’s Pub), dann mit Hannibal Marvin Peterson und George Coleman; 1968 entstand der Mitschnitt Live at the Village Vanguard. 1975 gehörte er dem Trio von Lee Konitz mit Dick Katz an (Oleo). 1977 zog er in die Niederlande, wo er für den Rest seines Lebens arbeitete. Er ging u. a. mit Charles Tolliver, Barry Harris und Archie Shepp auf Europatourneen. Little wirkte im Laufe seiner Karriere in Europa auch an Aufnahmen von Buck Hill, Duke Jordan, Mel Lewis, Horace Parlan (Blue Parlan, 1978), Archie Shepp und Clark Terry mit. 
Little war nach Ansicht von Leonard Feather von Ray Brown beeinflusst.